# Carlos Adlercreutz
Axel Fredrik Carlos Adlercreutz, född 26 januari 1890 i Stockholm, död 7 oktober 1963 i Enköpings-Näs församling, var en svensk militär (överste) och chef för den svenska försvarsstabens underrättelseavdelning.

## Biografi
Adlercreutz var son till majoren greve Carl Adlercreutz och Jeanna Ewers. Efter studentexamen i Stockholm påbörjade Adlercreutz sin militära utbildning och blev 1910 underlöjtnant vid Svea livgarde (I 1). Han studerade därefter juridik och tog juris kandidatexamen vid Stockholms högskola 1916; han skulle under de närmaste åren komplettera sin militära utbildning bland annat vid Krigshögskolan och vid franska krigshögskolan. Adlercreutz blev kapten 1925 och generalstabsofficer påföljande år. Efter uppdrag i den svenska delegationen till Nationernas Förbund (1929–1931), blev Adlercreutz militärattaché till Helsingfors (1932–1935), varunder han befordrades till major vid generalstaben 1933. Hemkommen till Sverige kommenderades Adlercreutz först till Älvsborgs regemente (I 15) där han 1936 befordrades till överstelöjtnant. År 1936 fick han tjänsten som avdelningschef vid försvarsstabens utrikesavdelning.
Adlercreutz blev 1937 den förste chefen för försvarsstabens nyinrättade underrättelseavdelning, en post han hade till 1942, vilket sedermera utvecklades till försvarsstabens sektion II; han var därigenom den som utarbetade den svenska militära säkerhetstjänstens verksamhet under kriget. Återstoden av andra världskriget tillbringade han i Helsingfors som försvarsattaché, från 1939 med överstes rang. Han hade de sista åren innan pensionen sin tjänst förlagd till Försvarsstaben. Han blev invald som ledamot i Kungliga Krigsvetenskapsakademien 1944 och kvarstod i Generalstabens reserv till 1960.
Han gifte sig 1944 med Louise Lovén (1916–1979), dotter till överste Fredrik Lovén och friherrinnan Elisabet af Ugglas, med vilken han fick två söner, Thomas (född 1944) och Gustaf (född 1946).
Efter pensionen drev han Brunnsholms säteri söder om Enköping. Han avled 1963 och begravdes på Norra begravningsplatsen i Stockholm.

## Utmärkelser
- Kommendör av Svärdsorden
- Riddare av Nordstjärneorden
- Riddare av Vasaorden
- Sveriges civilförsvarsförbunds guldmedalj
- Sveriges civilförsvarsförbunds silvermedalj
- Kommendör av Dannebrogsorden
- Kommendör av S:t Olavsorden
- Kommendör av Finlands vita ros orden
- Finska Frihetskorsets orden av 1:a och 2: klass med svärd
- Kommendör av Polonia Restituta
- Kommendör av lettiska Tre Stjärnors orden
- Kommendör av holländska Oranien-Nassauorden
- Officier av franska Hederslegionen
- Kommendör av Tyska örnens orden
- Kommendör av Konungariket Ungerns Förtjänstorden